# Sonata per a piano núm. 4 (Weinberg)
La Sonata per a piano núm. 4 en si menor, op. 56, va ser composta entre juliol i agost de 1955 per Mieczysław Weinberg. Està dedicada al pianista Emil Guílels, que la va estrenar el 19 de febrer de 1957.

## Moviments
Amb una durada de 29 minuts, consta de quatre moviments:
- I.Allegro
- II.Allegro
- III.Adagio
- IV. Allegro

## Origen i context
La Sonata per a piano núm. 4 va ser escrita després de la mort de Stalin i de l'empresonament del mateix compositor. El va compondre després de dedicar uns mesos al ballet La clau d'or. El va dedicar a Emil Guílels, que interpretava sovint la música pe a piano de Weinberg des dels seus temps a Taixkent durant la guerra. No només va estrenar la peça, sinó que també en va realitzar un enregistrament excepcional tres dies després.
Weinberg confereix a la sonata un so característic del segle xx, mantenint una distància deliberada de les harmonies cromàtiques i les convencions tonals.

## Anàlisi musical
Aquesta sonata presenta un equilibri més clàssic, com les seves predecessores, però amb un abast expressiu més enriquit i amb unes demandes tècniques incrementades per a l'executor. Recorda les millors sonates de Prokófiev, però encara no es mostren els trets extravagants que defineixen les seves Sonates per a piano del període mitjà (núm. 6-8). Com és habitual en Weinberg, combina de manera singular la inspiració procedent de la música popular, una gran rítmica enèrgica i una melancolia profunda i personal. Al final, manifesta una resignació digna davant el seu destí.